# MetaTrader 4
A MetaTrader 4 vagy MT4 egy elektronikus kereskedési platform, amely nagyon elterjedt az online devizakereskedők körében. A szoftvert az orosz MetaQuotes Software fejlesztette és adta ki 2005-ben. Korábbi változatai MetaTrader néven már 2005 előtt is léteztek, nagy népszerűségre a 3-as változat tett szert 2003-ban.
A szoftvert az online brókercégek licencelik a gyártó cégtől, akik saját ügyfeleiknek szolgáltatják tovább. A szoftver kliens- és szerveroldali komponenst is tartalmaz. A szerveroldali komponenst a brókercég üzemelteti, a kliensoldali komponenst pedig a brókercég ügyfelei futtatják, így valós időben követhetik az árakat, grafikonokat, megbízásokat helyezhetnek el és kezelhetik saját számláikat.
A kliens (kliens terminál) egy Microsoft Windows alapú alkalmazás, amely elsősorban azért vált népszerűvé, mert lehetővé tette a végfelhasználók számára, hogy saját kereskedőszkripteket és robotokat írjanak, amelyekkel automatizálhatják a kereskedést. 2010-ben a MetaQuotes kiadta a szoftver utódját, a MetaTrader 5-öt.
Az új szoftver térnyerése azonban lassú volt és lassú jelenleg is, 2016 októberében a legtöbb brókercég még mindig az MT4-et használja és részesíti előnyben.
Bár hivatalos MT4 verzió nem létezik Mac OS és Linux operációs rendszerre, lehetőség van Windows emuláció segítségével futtatni azt az érintett nem-Windows rendszereken.
Az MT4-et úgy tervezték meg, hogy önálló rendszerként működjön, melyben a brókercégek manuálisan kezelhetik pozícióikat. Ugyanakkor több külső fejlesztő által írt szoftverhíd is lehetővé teszi az integrációt pénzügyi kereskedelmi rendszerekkel a pozíciók automatikus fedezése céljából.

## Története
A szoftver fejlesztője, a MetaQuotes Software korábban a platform több verzióját is piacra dobta 2002-től kezdődően. A MetaTrader 4 e korábbi változatoknál lényegesen fejlettebb platform volt, amely 2005-ben jelent meg.
2007 és 2010 között számos brókercég vezette be az MT4 szoftvert az általuk használt platformok alternatívájaként, mivel a kereskedők körében igen népszerűnek bizonyult.
2009 októberében megkezdődött a MetaTrader 5 bétatesztelése, melynek kódját nagyrészt újraírták. Az első élő MT5 fiókot az InstaForex brókercég indította el 2010 szeptemberében. 2013-ban és 2014-ben az MQL4 programnyelvet teljesen felújították, hogy elérje az MQL5 szintjét. A MetaTrader4 600-as build változatától kezdődően az MQL4 és MQL5 is ugyanazt a közös MetaEditort használja. Ettől a kiadástól kezdve érhetőek el az MQL4 nyelven belül is az eredetileg csak az MQL5 nyelvben elérhető új lehetőségek – például az objektumorientált programozás és az új grafikus objektumok használatának lehetősége.

## Programozási lehetősége
A kliens terminál beépített szerkesztőt és fordítóprogramot tartalmaz, online hozzáféréssel egy a felhasználók által is gazdagított könyvtárhoz, amelyben szoftverek, cikkek és útmutatók találhatóak. A szoftver egy egyedi szkriptnyelvet alkalmaz, az MQL4/MQL5-öt, amely lehetővé teszi, hogy a kereskedő experteket, indikátorokat és szkripteket fejlesszen. A MetaTrader népszerűsége nagyrészt annak köszönhető, hogy támogatja az algoritmus alapú kereskedést.
A brókercégektől letölthető MetaTrader4 kliensek funkciójukat tekintve teljesen azonosak, kizárólag a brókercég dönt afelől, hogy milyen instrumentumokat és szolgáltatásokat biztosít saját ügyfelei számára.

## Lehetséges kiegészítők típusai
Metatrader 4 kiegészítők fizetős és ingyenes módon is elérhetőek, a kereskedők szinte minden igényét lefedve ezzel. Általánosan igaz, hogy a nem kellő körültekintéssel programozott szoftverek elemzési és/vagy kereskedési hibákat okozhatnak. A kiegészítők három lehetséges típusa:

### Indikátorok
Az egyik legnépszerűbb kiegészítő. Ezeknek célja általában az árak, gyertyák elemzése, de léteznek kifejezetten információt közlő és megjelenítő indikátorok is.

### Expertek
Szintén nagyon népszerű kiegészítő. Rajtuk keresztül lehetséges egy-egy kereskedési stratégia automatizálása, és visszatesztelése múltbéli adatsorokon. Amennyiben egy kereskedő képes matematikailag definiálni saját stratégiáját, egy fejlesztő képes azt számára automatizálni, azaz létrehozni belőle egy expertet (kereskedőrobotot).

### Szkriptek
Kisebb feladatok elvégzésére alkalmas egyszerű programok, melyek az adott feladat elvégzése után befejezik működésüket. Néha expertek kiegészítőiként is előfordulhatnak.
A múltban számos brókercég kiegészítőkkel felvértezett telepítőprogramokat biztosított letöltésre ügyfelei számára. 2012 végén a MetaQuotes Software elkezdett azon dolgozni, hogy a szoftverükhöz harmadik fél által fejlesztett – és telepítőprogramba behelyezett – kiegészítőket eltávolítsa a piacról a brókercégek beperlésével és figyelmeztetésével. Azóta a MetaTrader 4 kliens terminál telepítése során kizárólag a „meztelen” (gyári) szoftver kerül telepítésre, bármilyen más külső kiterjesztés telepítése nem történhet meg.
Természetesen a gyári telepítést követően a felhasználó bármilyen kiegészítővel elláthatja saját terminálját, de ez már csak külön jogi cselekvésként történhet meg.
Az Interneten több ezer letölthető és megvásárolható kiegészítő található, sok cég és magánszemély foglalkozik ezek fejlesztésével és értékesítésével.

## Megbízások típusai
A MetaTrader4 kétféle kereskedési megbízást támogat, ezek a Pending Order (függő megbízás) és a Market Order (piaci megbízás). A függőben lévő megbízások akkor kerülnek végrehajtásra, amikor az ár elér egy előre meghatározott szintet, a piaci megbízások pedig azonnal.
A MetaTrader4 ugyanakkor a piaci megbízások háromféle végrehajtását is lehetővé teszi: Azonnali végrehajtás (Instant execution), Végrehajtás kérése (Request Execution), Piaci végrehajtás (Market execution).
- Azonnali végrehajtás (Instant execution): a megbízás a brókercég felé elküldött áron lesz végrehajtva. A végrehajtás pillanatában a terminál beállítja az aktuális árakat a megbízásban, és amennyiben a brókercég elfogadja azt, akkor az végrehajtásra kerül. Ha nem fogadja el, Requote történik: a brókercég visszaküldi azt az árat, amelyen a megbízás végrehajtható. Ennek előnye, hogy a megbízást ismert áron teljesíti a szoftver. Ha viszont magas a volatilitás, előfordulhat hogy a kért áron a megbízás nem végrehajtható, a kereskedő pedig így egy jó lehetőséget kénytelen kihagyni.
- Végrehajtás kérése (Request execution): ekkor a piaci megbízás a korábban a brókercégtől kapott áron történik. Egy adott piaci megbízás árát a megbízás elküldése előtt lehet bekérni. Miután az ár beérkezett, az adott áron történő végrehajtást a kereskedő jóváhagyhatja vagy elutasíthatja. A kereskedőnek a döntésre, hogy az adott áron megéri-e kereskednie több másodperc áll rendelkezésére. Ez az opció nem csak az ár ismeretét biztosítja, de azt is, hogy az adott áron valóban megvalósulhat a kereskedés. Hátránya, hogy így a végrehajtás sebessége csökken, sokkal tovább tarthat, mint más módszerek esetében.
- Piaci végrehajtás (Market execution): ekkor a brókercég egyedül dönt a megbízás végrehajtásáról anélkül, hogy ezt a kereskedővel külön egyeztetné. Ez a megbízási mód kifejezett hozzájárulást jelent az adott áron történő végrehajtáshoz. Ezzel az opcióval a megbízásokat a bróker által meghatározott áron hajtja végre a szoftver, még akkor is, ha az eltér attól, amit a platform kijelez. Az opció előnye, hogy bármilyen áron lehetővé teszi a kereskedést. Az eltérés ugyanakkor jelentős lehet, figyelembe véve a hirtelen árváltozásokat.

## Közösségek
Az interneten számos közösség épült fel különböző, a MetaTrader4 szoftverhez kapcsolódó fogalmakra.
Az mql5.com a MetaQuotes cég saját weboldala, ahol a MetaTrader4 és MetaTrader5 szoftvert használók különböző ingyenes és fizetős szolgáltatásokat vehetnek igénybe, például: Piac, Dokumentáció, Kódbázis, Szignálok, stb.
A Yahoo egy nagy létszámú (több mint 12 ezer fős) csoportnak ad otthont, amelynek célja, hogy ingyenes nyílt forráskódú szoftvereket fejlesszenek a MetaTraderhez.
A Forex Peace Army nevű fórum a MetaTrader4 szoftvert kínáló brókercégek szolgáltatásainak minősítésére létrejött közösség.

## Alkotóelemek
A teljes MetaTrader 4 csomag a következő elemeket tartalmazza:
MetaTrader 4 Client Terminal (MetaTrader4 kliens terminál) – a kliensoldali rész. A brókercégek ingyen biztosítják valós idejű kereskedés céljára. Demó számlák segítségével gyakorolható a kereskedés. A szoftverben kereskedési műveletek végezhetőek, grafikonok hozhatók létre és valós idejű technikai analízis is lehetséges. A beépített C-szerű programnyelv lehetővé teszi, hogy a felhasználók kereskedési stratégiákat, indikátorokat és szignálokat programozzanak le. A szoftver 50 alapvető indikátort tartalmaz, melyek mindegyike testreszabható. A szoftver Windows XP és újabb rendszereken fut. A szoftver Windows emulációt nyújtó szoftverek segítségével Mac OS és Linux operációs rendszereken is használható.
MetaTrader 4 Mobile (MetaTrader4 mobilváltozat) – a kereskedési számla mobileszközökön keresztül használható. Korábban Windows Mobile 2003, 2016-ban azonban már csak iOS és Android rendszereken érhető el.
MetaTrader 4 Server (MetaTrader4 szerver) – a rendszer magja, a szerveroldali rész. Rendeltetése szerint a felhasználói kéréseket szolgálja ki, ezek alapján végezve kereskedelmi tevékenységet. Kijelzi az adatokat és figyelmeztet a jótállások lejártára. A rendszer emellett árajánlatokat és híreket is küld, archívumokat rögzít és tart fenn. Szolgáltatásként működik. Nem rendelkezik különálló felhasználói felülettel.
MateTrader 4 Administrator (MetaTrader4 adminisztrátor) – célja, hogy a segítségével távolról vezérelhetőek legyenek a szerverbeállítások.
MetaTrader 4 Manager (MetaTrader4 menedzser) – rendeltetése, hogy a kereskedési tevékenységeket és felhasználói fiókokat kezelje.
MetaTrader 4 Data Center (MetaTrader4 adatközpont) – Specializált proxy szerver, amely közvetítőként használható a szerveroldali és kliensoldali terminálok között. Csökkenti az árajánlatok kérése okozta terhelést a központi szerveren.

## Instrumentumok és termékek
A platform a tőkeáttételes kereskedésre fókuszál. Néhány brókercég határidős kontraktusok kezeléséhez is használja a MetaTrader 4-et, azonban a platformot nem részvénypiachoz vagy származtatott ügyletek kezelésére tervezték. Ugyanakkor a MetaTrader 5 már alkalmazható részvények, indexek és nyersanyagok tőzsdei kereskedelmére.

## Fordítás
Ez a szócikk részben vagy egészben  a   MetaTrader 4 című angol Wikipédia-szócikk ezen változatának fordításán alapul.  Az eredeti cikk szerkesztőit annak laptörténete sorolja fel. Ez a jelzés csupán a megfogalmazás eredetét és a szerzői jogokat jelzi, nem szolgál a cikkben szereplő információk forrásmegjelöléseként.